# تشو فينغ
تشو فينغ (بالصينية: 周凤) هي مصارعة الهواة صينية، ولدت في 12 سبتمبر 1993 في داندونغ في الصين.

## وصلات خارجية
- تشو فينغ على موقع قاعدة بيانات المصارعة الدولية (الإنجليزية)
- تشو فينغ على موقع أوليمبيديا (الإنجليزية)
- تشو فينغ على موقع اللجنة الأولمبية الصينية (الإنجليزية)